# Golegã (freguesia)
A Freguesia de Golegã, com sede na vila que lhe dá o nome, é uma freguesia portuguesa do Município da Golegã com 38,4 km² de área e 3591 habitantes (censo de 2021), tendo, por isso, uma densidade populacional de 93,5 hab./km².
Conhecida como a Capital do Cavalo, realiza-se em Novembro a Feira Nacional do Cavalo, com exposições, torneios e provas relacionadas com os cavalos.

## Demografia
A população registada nos censos foi:
| Distribuição da População por Grupos Etários | Distribuição da População por Grupos Etários | Distribuição da População por Grupos Etários | Distribuição da População por Grupos Etários | Distribuição da População por Grupos Etários |
| -------------------------------------------- | -------------------------------------------- | -------------------------------------------- | -------------------------------------------- | -------------------------------------------- |
| Ano                                          | 0-14 Anos                                    | 15-24 Anos                                   | 25-64 Anos                                   | > 65 Anos                                    |
| 2001                                         | 537                                          | 497                                          | 1979                                         | 880                                          |
| 2011                                         | 527                                          | 363                                          | 1986                                         | 969                                          |
| 2021                                         | 433                                          | 372                                          | 1780                                         | 1006                                         |

## Património

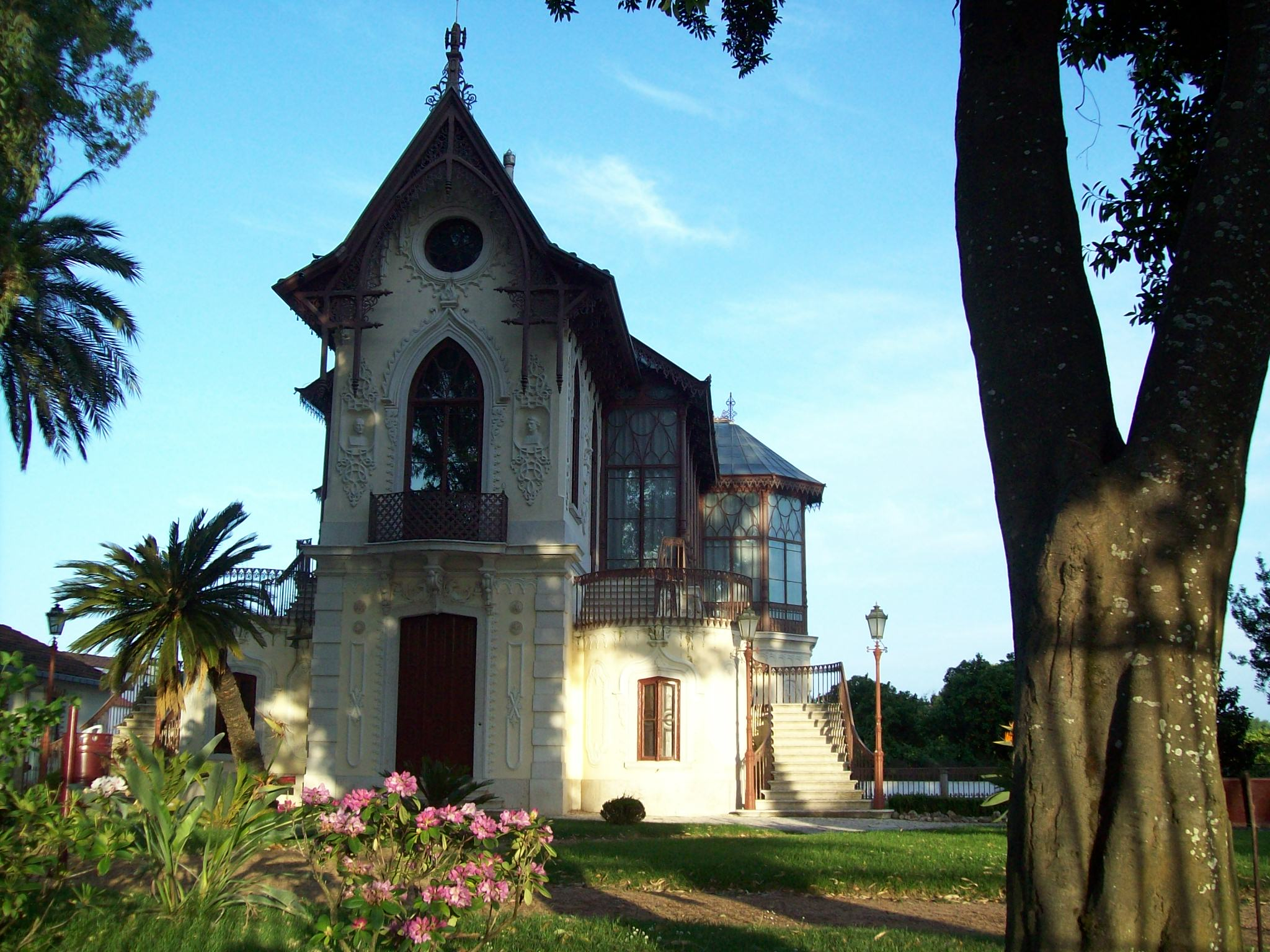
Casa-Museu Carlos Relvas

- Igreja Matriz da Golegã ou Igreja de Nossa Senhora da Conceição
- Igreja de Nossa Senhora dos Anjos ou Igreja da Misericórdia da Golegã
- Capela de São João
- Capela de Santo António
- Capela de São Caetano
- Quinta da Cardiga
- Casa-Museu Carlos Relvas ou Casa-Estúdio de Carlos Relvas
- Palácio do Pelourinho